# Johann Georg Grieninger

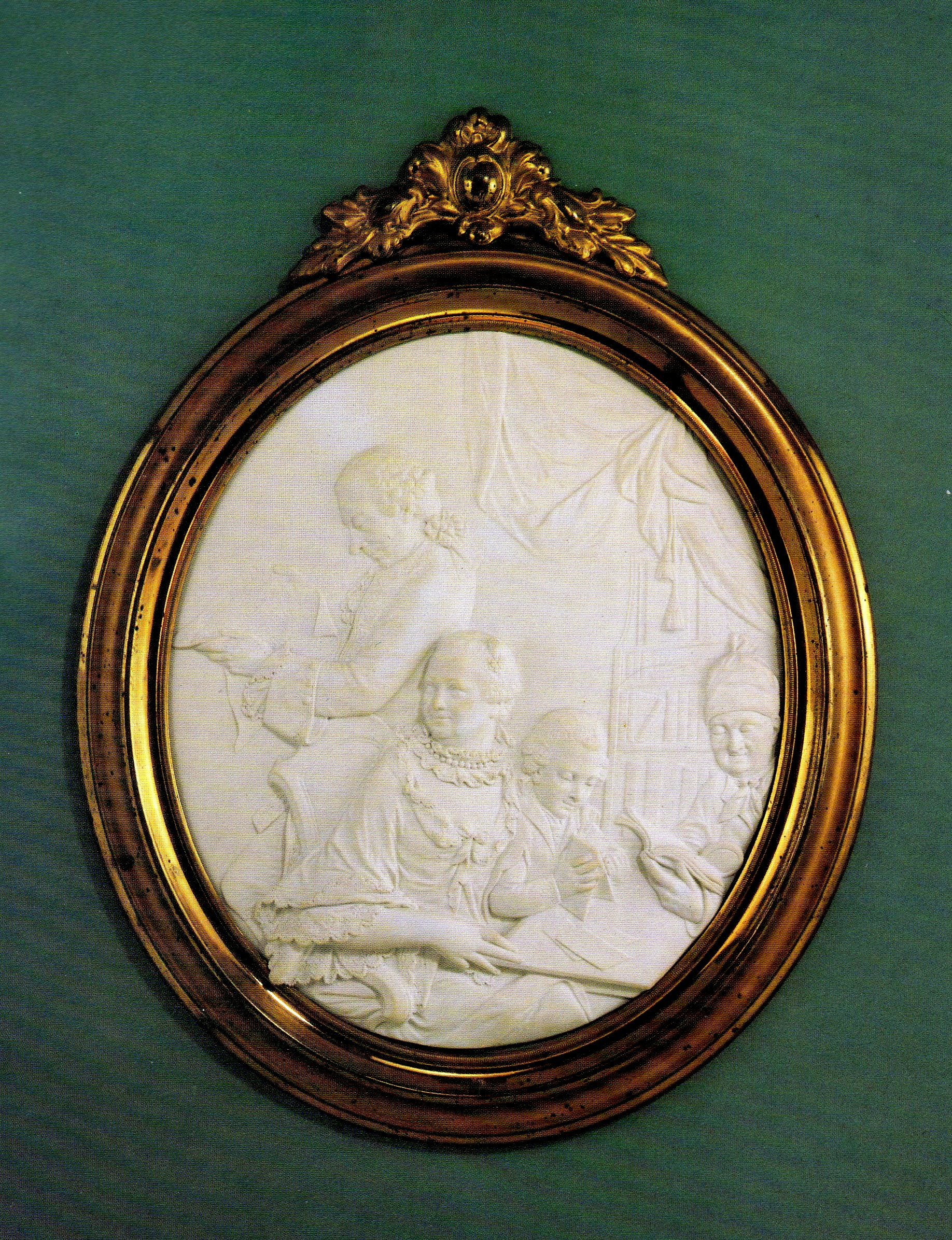
Johann Georg Grieninger und seine Familie (1766)
Medaillon der KPM von Friedrich Elias Meyer

Johann Georg Grieninger, auch Grüninger (* 1716; † 1798 in Berlin) war ein sächsischer Kommissionsrat, Unternehmer und erster Direktor der Königlichen Porzellan-Manufaktur in Berlin.

## Leben
Über Grieningers frühen Werdegang ist nichts weiter bekannt. Er wurde am 30. April 1750 an der Universität Leipzig immatrikuliert Er war in Sachsen königlich-polnischer und kurfürstlich-sächsischer Kommissionsrat, als ihn Johann Ernst Gotzkowsky 1761 als Direktor für seine Porzellanfabrik nach Berlin holte. Auch als Friedrich II. das Unternehmen erwarb und als Königliche Porzellan-Manufaktur weiterführte, blieb Grieninger Direktor und Mitglied der Porzellan-Manufaktur-Commission. 1776 wurde Carl Jacob Christian Klipfel sein Mitdirektor. Grieningers gleichnamiger Sohn (1757/58–1826) wurde 1787 sein Assistent mit dem Titel Hofrat und heiratete 1791 Susanna Iselin (1768–1855) aus Basel, eine Tochter Johann Jakob Iselins (1742–1831), eines Hauptmanns in französischen Diensten.
Als Grieninger nicht mehr dienstfähig war, wurde im Mai 1796 sein Tätigkeitsbereich und der Titel an  Friedrich Philipp Rosenstiel übertragen. Grieningers Schrift Vom Ursprung und Fortgang der aechten Porzellan-Manufaktur zu Berlin
ist die wichtigste Quelle zur Geschichte der Porzellanmanufaktur bis zu Friedrichs II. Tod. Nach Grieningers Tod im Jahr 1798 wurde sein Sohn Nachfolger in der Porzellan-Manufaktur-Commission, aber nicht Direktor, und blieb bis 1814 im Dienst der Manufaktur. Ab 1803 war er auch Mitglied des Berlinischen Armendirektoriums. Bis 1812 ist er in Berlin nachweisbar.